# Пірфенідон
Пірфенідон (англ. Pirfenidone, лат. Pirfenidonum) — синтетичний препарат, який відноситься до групи імуносупресантів, та має антифібротичну дію. Пірфенідон застосовується перорально. Першим власником патенту на пірфенідон була компанія «Marnac», яка продала його компанії «InterMune» (натепер частина компанії «Hoffmann-La Roche»), частину прав на препарат також отримали «Shionogi» та «GNI Group». Після проведених клінічних досліджень встановлено антифібротичну активність пірфенідону, у тому числі в лікуванні ідіопатичного фіброзуючого альвеоліту. У грудні 2010 року дорадча група Європейського агентства з лікарських засобів рекомендувало схвалити препарат для клінічного застосування, наступного року Європейська Комісія схвалила вільний продаж препарату на всій території Європейського союзу. У Китаї пірфенідон схвалений для клінічного застосування у 2011 році. У 2014 році пірфенідон схвалений для клінічного застосування в США.

## Фармакологічні властивості
Пірфенідон — синтетичний лікарський препарат, який відноситься до групи імуносупресантів. Механізм дії препарату точно не встановлений, хоча за даними клінічних досліджень препарат має антифібротичну дію, має протизапальну дію, пригнічує розмноження фібробластів, інгібує синтез фіброз-асоційованих білків (зокрема ТФРβ та фактору некрозу пухлини), зменшує біосинтез та накопичення позаклітинного матриксу у відповідь на дію факторів росту. Пірфенідон застосовується для лікування ідіопатичного фіброзуючого альвеоліту, а за результатами клінічних досліджень при застосуванні пірфенідону при ідіопатичному фіброзуючому альвеоліті сповільнюється прогресування захворювання, покращуються показники функції легень, покращується толерантність до фізичного навантаження, та зменшується смертність хворих. Як експериментальний препарат пірфенідон застосовується для лікування цирозу печінки.

### Фармакокінетика
Пірфенідон швидко всмоктується після перорального застосування, максимальна концентрація препарату в крові досягається протягом 0,5—4 годин після прийому препарату. Біодоступність пірфенідону точно не встановлена. Препарат лише частково (на 50—58 %) зв'язується з білками плазми крові. Препарат проникає через плацентарний бар'єр, даних за проникнення пірфенідону в грудне молоко людини немає. Метаболізується препарат у печінці з утворенням неактивних метаболітів. Виводиться пірфенідон з організму із сечею у вигляді метаболітів. Період напіввиведення препарату становить 2,4 години, цей час може збільшуватися при порушеннях функції печінки.

## Показання до застосування
Пірфенідон застосовується при легкій або середньоважкій формі ідіопатичного фіброзуючого альвеоліту.

## Побічна дія
Найчастішими побічними ефектами при застосуванні пірфенідону є нудота, діарея, шкірний висип, диспепсія, зниження апетиту, швидка втомлюваність, фотодерматоз. Рідше при застосуванні препарату спостерігаються набряк Квінке, кашель, підвищення активності амінотрансфераз, міалгія, артралгія, інфекції верхніх дихальних шляхів, вкрай рідко може спостерігатися агранулоцитоз. Іншими побічними ефектами препарату є головний біль, запаморочення, метеоризм, блювання, гастроезофагеальна рефлюксна хвороба, безсоння або сонливість, запор, біль у грудній клітці.

## Протипоказання
Пірфенідон протипоказаний при застосуванні при підвищеній чутливості до препарату, нирковій недостатності, важких порушеннях функції печінки, одночасному застосуванні флувоксаміну, курінні, вагітності та годуванні грудьми, особам у віці до 18 років.

## Форми випуску
Пірфенідон випускається у вигляді желатинових капсул і таблеток по 267 мг і таблеток по 801 мг.